# ماموث جنوب إفريقي
ماموث جنوب أفريقيا هو أقدم أنوع من الماموث، حيث ظهرت منذ حوالي 5 ملايين سنة خلال العصر البليوسين المبكر في ما يعرف اليوم بجنوب إفريقيا وبلدان شرق إفريقيا، وخاصة إثيوبيا. كانت لديهم بعض الخصائص الفريدة مثل أنسجة لولبية. كان على ارتفاع 3.68 متر (12.1 قدم) عند الكتف ويزن حوالي 9 طن.